# Comuna Balaklia, Velîka Bahacika
Balaklia (în ucraineană Балаклія) este o comună în raionul Velîka Bahacika, regiunea Poltava, Ucraina, formată din satele Balaklia (reședința), Kolosivka, Pîsarivșciîna și Șîpoși.

## Demografie
Componența lingvistică a comunei Balaklia
     Ucraineană (98,04%)
     Rusă (1,96%)
Conform recensământului din 2001, majoritatea populației comunei Balaklia era vorbitoare de ucraineană (98,04%), existând în minoritate și vorbitori de rusă (1,96%).